# Szymon (Szlejow)
Szymon, imię świeckie Siemion Iwanowicz Szlejow (ur. 8 kwietnia?/20 kwietnia 1873 w Jawleju, zm. 18 sierpnia 1921 w Ufie) – rosyjski biskup prawosławny.

## Życiorys
Pochodził z chłopskiej rodziny staroobrzędowców. W 1876, tj. w wieku trzech lat, został ponownie ochrzczony w Rosyjskim Kościele Prawosławnym. W 1895 ukończył seminarium duchowne w Niżnym Nowogrodzie jako drugi pod względem wyników absolwent w swoim roczniku. W 1899 ukończył z tytułem kandydata nauk teologicznych Kazańską Akademię Duchowną. 17 stycznia 1900, jako mężczyzna żonaty, został wyświęcony na kapłana i skierowany do cerkwi Czterech Ewangelistów w Kazaniu. Była to świątynia jednowierców; z ich społecznością pozostawał związany do końca życia.
W 1901 opublikował w Petersburgu pracę podsumowującą sto lat funkcjonowania jednowierstwa w Rosyjskim Kościele Prawosławnym. Od 1901 do 1904 był misjonarzem pracującym wśród staroobrzędowców w eparchii ufimskiej. Od lutego 1905 był proboszczem cerkwi św. Mikołaja w Petersburgu, świątyni jednowierców. Od 1907 był dziekanem wszystkich świątyń jednowierców w stolicy Rosji. Zorganizował przy cerkwi św. Mikołaja bractwo cerkiewne i szkołę realną, zaś w 1913 także szkołę żeńską. W 1910 opublikował monografię poświęconą rozwojowi jednowierstwa w Rosji. W 1916 zmarła jego żona.
Uczestniczył w przygotowaniach do Soboru Lokalnego Rosyjskiego Kościoła Prawosławnego w 1917, zaś na samym soborze był delegatem jednowierców eparchii petersburskiej i pracował w komisji zajmującej się problemem staroobrzędowców i jednowierców. Był również uczestnikiem I i II zjazdu jednowierców Rosji, jakie odbyły się w 1912 i 1917.
W maju 1918 złożył śluby mnisze w riasofor, zaś 16 czerwca 1918 w Ławrze św. Aleksandra Newskiego został wyświęcony na biskupa ochtieńskiego, wikariusza eparchii petersburskiej. Chirotonia została przeprowadzona według rytu sprzed reform patriarchy Nikona. W 1920 został jednowierskim biskupem ufijskim, zaś od 1921 był ordynariuszem eparchii ufijskiej i mienzielińskiej. Cieszył się znacznym autorytetem wśród wiernych eparchii.
18 sierpnia 1921 został zastrzelony przed swoim domem po powrocie z nabożeństwa w soborze w Ufie. Według oficjalnej wersji wydarzeń zabójcy działali w celach rabunkowych, przeciwne zeznania składały dwie mniszki, które były obecne przy morderstwie hierarchy. Duchowny został pochowany w soborze Zmartwychwstania Pańskiego w Ufie. W 1932 jego szczątki przeniesiono na cmentarz św. Sergiusza.
W 1981 Rosyjski Kościół Prawosławny poza granicami Rosji uznał go za jednego z nowomęczenników rosyjskich. W 2000 został kanonizowany przez Rosyjski Kościół Prawosławny jako jeden z Soboru Świętych Nowomęczenników i Wyznawców Rosyjskich.
Miał jedną córkę Ksieniję.